# Chelonus rufifossa
Chelonus rufifossa är en stekelart som först beskrevs av Vladimir Ivanovich Tobias 1996.  Chelonus rufifossa ingår i släktet Chelonus och familjen bracksteklar. Inga underarter finns listade i Catalogue of Life.